# مهتاب محمودی
مهتاب محمودی (زاده ۴ سپتامبر ۱۹۷۹) مهتاب محمودی در دانشگاه ميشيگان روان‌شناسی خوانده و در آمريکا کار می‌کند. او نویسنده آمریکایی خودزندگی‌نامه نام من مهتاب است است که پس از ۲۵ سال از انتشار کتاب پرفروش "بدون دخترم هرگز"، برای نخستين بار حکايت خود را در کتابی که به فرانسوی "به سوی آزادی" و به آلمانی "فرار" عنوان شده بازگو می‌کند. دیدگاه او دربارهٔ داستان خانوادگیش را زمانی که او و مادرش بتی توسط پدرش سید بزرگ محمودی در ایران به مدت ۱۸ ماه در میانه دهه ۱۹۸۰ گروگان گرفته شده بودند، بر می گردد. مادرش نسخه خود از داستان را در سال ۱۹۸۷ منتشر کرد که در سال ۱۹۹۱ فیلمی به همین نام بر اساس آن ساخته شد.